# Sitno (powiat gryfiński)
Sitno (do 1945 niem. Schönfeld) – wieś w Polsce położona w województwie zachodniopomorskim, w powiecie gryfińskim, w gminie Mieszkowice, do 2014 roku w sołectwie Troszyn. Obecnie Sitno stanowi wraz z pobliskim Wicinem, odrębne sołectwo. Według danych z 2010 liczyła 212 mieszkańców.
Miejscowość znajdowała się od około 1250 na terytorium powstałej Nowej Marchii. Pierwsza wzmianka z 1337, w latach 1426–1784 wieś należała do rodu von Sydow, który wybudował tu pałac w 1. połowie XVIII w. (obecnie nie istnieje); w późniejszych latach kilkukrotnie zmieniała właścicieli. Od 1945 leży w granicach Polski.
We wsi znajduje się kościół z połowy XIX w., murowany z kamienia łupanego oraz z cegły, z dwukondygnacyjną wieżą zwieńczoną hełmem.

## Nazwa
Nazwa na przestrzeni wieków: Schonenuelde 1337; Schonevelt 1354, 1472; Schonenuelt 1447; Schonenfelde 1491; Schönfeld 1778, 1945; Sitno 1947.
Pierwotna niemiecka nazwa topograficzna pochodzi od schön ‘ładny, piękny’ oraz Feld ‘pole’.

## Układ przestrzenny
Rozplanowanie przestrzenne w formie krótkiej, prostej ulicówki, typowej dla osady folwarcznej. Po płd. stronie drogi wiejskiej ulokowane są niewielkie zagrody rolnicze /2–budynkowe/ oraz mieszkalna zabudowa pofolwarczna. Na skutek powojennej eksploatacji dawny zespół folwarczny uległ dekompozycji i dewaloryzacji. Podwórze folwarczne zachowało się z licznymi ubytkami. Pałac wyburzono w latach 80. XX w., dziedziniec pałacowy zatarty, z pojedynczymi drzewami. Budynki gospodarcze to obiekty murowane, kamienno-ceglane, wzniesione w końcu XIX w., wtórnie przemurowane dla potrzeb funkcjonowania PGR. Przy skrzyżowaniu dróg centralnej części miejscowości posadowiony jest XIX-wieczny kościół. Po płn. stronie podwórza gospodarczego usytuowano kompleks współczesnych budynków fermy trzody chlewnej oraz bloki mieszkalne dla pracowników. W pobliżu miejscowości zachował się cmentarz ewangelicki o czytelnym układzie, śródpolny, ze śladami zniszczonych nagrobków, zakrzewiony, z pojedynczymi elementami ozdobnego drzewostanu. Znajdują się na nim mogiły jeńców wojennych z lat 1942/43.

## Historia
- VIII–poł. X w. – w widłach Odry i dolnej Warty znajduje się odrębna jednostka terytorialna typu plemiennego, prawdopodobnie powiązana z plemieniem Lubuszan. Na północy od osadnictwa grupy cedyńskiej oddzielały ją puszcze mosińska (merica Massen) i smolnicka (merica Smolnitz). Mieszkańcy zajmowali się gospodarką rolniczo-hodowlaną.
- 960–972 – książę Mieszko I opanowuje tereny nadodrzańskie, obejmujące obręb późniejszej kasztelani cedyńskiej, ziemię kiniecką i kostrzyńską
- 1005 (lub 1007) – Polska traci zwierzchność nad Pomorzem, w tym również nad terytorium w widłach Odry i dolnej Warty
- 1112–1116 – w wyniku wyprawy Bolesława Krzywoustego, Pomorze Zachodnie uznaje zwierzchność lenną Polski
- Pocz. XIII w. – obszar na północ od linii Noteci-dolnej Warty i zachód od Gwdy w dorzeczu Myśli, Drawy, środkowej Iny, stanowi część składową księstwa pomorskiego; w niewyjaśnionych okolicznościach zostaje przejęty przez księcia wielkopolskiego Władysława Laskonogiego, a następnie jego bratanka, Władysława Odonica
- 1250 – margrabiowie brandenburscy z dynastii Askańczyków rozpoczynają ekspansję na wschód od Odry; z zajmowanych kolejno obszarów powstaje następnie Nowa Marchia
- 2 połowa XIII w. – zbudowano kościół w Sitnie
- 1320–1323 – po wygaśnięciu dynastii askańskiej, Nowa Marchia przejściowo przechodzi we władanie książąt pomorskich
- 1323 – władzę w Nowej Marchii obejmują Wittelsbachowie
- 1337 – wzmianka w księdze ziemskiej margrabiego brandenburskiego Ludwika Starszego pod nazwą Schonenuelde, w ziemi mieszkowickiej[5]: „Schonenuelde XXIIII, dos I† mansos, Henningus de wolkow pro seruicio VII†, Henningus Melscholt pro seruicio VII”[6] – wieś liczy 24 łany (mansos), wolne od ciężarów podatkowych są 1 ⅛ łany parafialne (dos), lennikami zobowiązanym do służby konnej są Henning von Wulkow[7] posiadający 7 ⅛ łana oraz Henning Melscholt posiadający 7 łanów.
- 17.09.1354 – margrabia Ludwik Rzymski przekazuje w lenno villa Schonevelt rycerzowi Nikolausowi Sack (Szack) z Przyjezierza jako sukcesję po braciach Henryku (Henrici) i Henningu (Henningi) de Elsholt, za 5-letnią wierną służbę wojskową[8]
- 1402–1454/55 – ziemie Nowej Marchii pod rządami zakonu krzyżackiego
- 1426 – jako właściciel majątku Sitno wymieniany jest Werner von Sydow
- 1433 – podczas wojny polsko-krzyżackiej, okoliczne tereny zostają zdobyte i splądrowane przez Husytów
- 1535–1571 – za rządów Jana kostrzyńskiego Nowa Marchia staje się niezależnym państwem w ramach Świętego Cesarstwa Rzymskiego
- 1538 – margrabia Jan kostrzyński oficjalnie wprowadza na terenie Nowej Marchii luteranizm jako religię obowiązującą
- 1692 – zbudowano wieżę kościelną
- 1701 – powstanie Królestwa Prus
- 1709–1739 – wybudowany zostaje przez rodzinę von Sydow barokowy dwukondygnacyjny pałac na planie prostokąta z klasycystycznym, arkadowym portykiem; wewnątrz stiuki
- 1718 – we wsi dwa gospodarstwa chłopskie i 6 zagrodników
- 1784 – Georg von Sydow sprzedaje Sitno kapitanowi von Winterfeld za 29 tysięcy talarów
- 1798 – wieś nabywa tajny radca Pastorff za kwotę 76 300 talarów
- 1804 – wieś nabywa za 90 500 talarów graf Heinrich von Schlabbrendorff, kanonik kapituły kolegiackiej św. Mikołaja w Magdeburgu
- 1806–1807 – Nowa Marchia pod okupacją wojsk napoleońskich; na mocy traktatu w Tylży w dniu 12.07.1807 wojska francuskie opuszczają terytorium państwa pruskiego z wyjątkiem niektórych ważniejszych twierdz, pod warunkiem spłaty bądź zabezpieczenia nałożonej na Prusy kontrybucji wojennej
- 1807–1811 – reformy gospodarcze Steina- Hardenberga dotyczące zniesienia poddaństwa chłopów w Prusach
- 1809 – graf von Schlabbrendorff nabywa od zarządcy Gäde (Gaede) za 42 000 talarów majątek Boleszkowice, którego pola graniczyły z Sitnem
- 1815–1818 – reformy administracyjne Prus zmieniają strukturę Nowej Marchii; wieś należy do powiatu Chojna, w rejencji frankfurckiej, w prowincji brandenburskiej
- V 1818 – zarządca (niem. Amtmann) Boldt kupuje majątki szlacheckie Sitno i Boleszkowice od grafa von Schlabbrendorff za kwotę 123 000 talarów, po czym 9 V 1818 sprzedaje je za 126 000 talarów braciom Carlowi Ferdinandowi (zm. 1822) i Christianowi Augustowi Heinrichowi Badicke[9]
- 1840 – majątki Sitno i Boleszkowice kupuje za 125 000 talarów szwagier i kuzyn Christiana, Friedrich Wilhelm Badicke, dzierżawca wsi Golice, Żelechowo i Ferdinandshof (obecnie część Neulietzegöricke) w królewskiej domenie Cedynia
- 1847–1849 – wybudowano nowy kościół; poprzedni średniowieczny, stojący w innym miejscu, wyburzono ze względu na postępujący proces niszczenia i wieżę grożącą zawaleniem
- 22.08.1850 – w Golicach umiera Friedrich Wilhelm Badicke; pochowany został w grobowcu rodzinnym w Sitnie
- 1865 – przy podziale majątku najstarszy syn Friedricha Wilhelma, Friedrich August Gottfried Badicke, przejmuje majątki
- 1871 – Badicke sprzedaje za 65 000 talarów grafowi Heinrichowi Fink von Finckenstein z Troszyna tzw. Parnäkel (Parneckel, 6 km na południe od Sitna, poniżej Boleszkowic), 1161 mórg głównie lasów

| Niemiecka nazwa | Obiekt  | Położenie            | Polska nazwa | Ludność ok. 1820 | Ludność w 1852 |
| --------------- | ------- | -------------------- | ------------ | ---------------- | -------------- |
| Schulzendorf    | folwark | 2,3 km na płd.-zach. | Wicin        | 12               | 20             |

- 1871–1918 – Nowa Marchia w ramach zjednoczonej Drugiej Rzeszy Niemieckiej
- 1878 – przebudowa pałacu
- 15.01.1905 – umiera Friedrich August Gottfried Badicke; jego następcą zostaje najstarszy syn Peter August Friedrich Badicke
- 1929 – majątek liczy 811 ha ziemi
- 04.02.1945 – zajęcie Sitna przez wojska 5 Armii 1 Frontu Białoruskiego; ostatnim właścicielem był major Peter August Friedrich Badicke
- VIII.1945 – przybywa pierwsza grupa przesiedleńców z okolic Tarnopola
- 1945–1974 – kościół nie pełni funkcji liturgicznych
- 1946 – rozpoczyna działalność szkoła podstawowa w zachowanym budynku poniemieckim; nauczyciel Zofia Seńczuk; z czasem szkołę przeniesiono do pałacu (salony z wystrojem sztukatorskim podzielono na mniejsze pomieszczenia, a w konsekwencji zniszczono zabytkowy wystrój wnętrza)
- 1949 – założenie Państwowego Gospodarstwa Rolnego, następnie włączonego do Kombinatu PGR Troszyn
- 1950 – założenie Rolniczej Spółdzielni Produkcyjnej
- 1966 – część pałacu zawaliła się; dzieci przeniesiono do szkoły podstawowej w Troszynie
- 1975–1998 – miejscowość należy administracyjnie do województwa szczecińskiego
- 29.09.1979 – poświęcenie kościoła i przeznaczenie do posługi
- Lata 80 XX w. – pałac zostaje wyburzony ze względu na jego katastrofalny stan techniczny

| Imię i nazwisko                      | Lata      |
| ------------------------------------ | --------- |
| Henning von Wulkow Henning Melscholt | 1337      |
| Henryk i Henning de Elsholt          | ?-1354    |
| Nikolaus Sack                        | 1354-?    |
| von Sydow                            | 1426–1784 |
| von Winterfeld                       | 1784–1798 |
| Pastorff                             | 1798–1804 |
| von Schlabbrendorff                  | 1804–1818 |
| Boldt                                | 1818      |
| Badicke                              | 1818–1945 |

## Demografia
Liczba ludności:

## Wyznania
Kościół pw. Zbawiciela jest filialnym parafii rzymskokatolickiej pw. Wniebowzięcia Najświętszej Maryi Panny w Troszynie.

## Atrakcje turystyczne
- Kościół pw. Najświętszego Zbawiciela – zbudowany w latach 1847–1849, murowany z kamienia łupanego oraz z cegły, z której wykonano gzymsy, pilastry, obramienia okien i portali, a także dwukondygnacyjną wieżę zwieńczoną hełmem. Na wieży kościelnej dzwon o średnicy 52 cm z 1617 roku ze średniowiecznego kościoła, ufundowany przez Hansa von Sydow. Do 1945 ewangelicki, filia kościoła w Zielinie. W latach 1945–1974 nie pełnił funkcji liturgicznych, poświęcony 29 września 1974. Wpisany do rejestru zabytków pod nr A-396 z 15 maja 2009[14].
- Budynki w gminnej ewidencji zabytków: spichlerz folwarczny, budynek inwentarski, chałupy nr 4 i 7, budynek szkoły nr 9, czworak nr 10.